# Schlacht bei Saint-Quentin (1871)
Weißenburg – Spichern – Wörth – Colombey – Straßburg – Toul – Mars-la-Tour – Gravelotte – Metz – Beaumont – Noisseville – Sedan – Sceaux – Chevilly – Bellevue – Artenay – Châtillon – Châteaudun – Le Bourget – Coulmiers – Amiens – Beaune-la-Rolande – Villepion – Loigny und Poupry – Orléans – Villiers – Beaugency – Nuits – Hallue – Bapaume – Villersexel – Le Mans – Lisaine – Saint-Quentin – Buzenval – Paris – Belfort
Die Schlacht bei Saint-Quentin am 19. Januar 1871 zwischen der französischen Nordarmee unter dem Kommando von General Faidherbe und der deutschen 1. Armee unter dem Kommando von General von Goeben war eine Schlacht des Deutsch-Französischen Krieges.

## Die Gesamtlage
Im Januar 1871 versuchten die Franzosen eine koordinierte Offensive, um zum einen die deutsche Belagerung von Paris aufzuheben und gleichzeitig diese Belagerungsverbände vom Nachschub abzuschneiden. Dazu sollten gleichzeitig mehrere koordinierte Angriffe geführt werden. Dies waren ein großer Ausfall der Pariser Besatzung bei  Buzenval und ein Angriff aus dem Südwesten durch die Loirearmee, der in der Schlacht bei Le Mans verhindert wurde. Der Angriff im Süden in Richtung Belfort durch die Ostarmee führte zur Schlacht an der Lisaine.

## Vorgeschichte

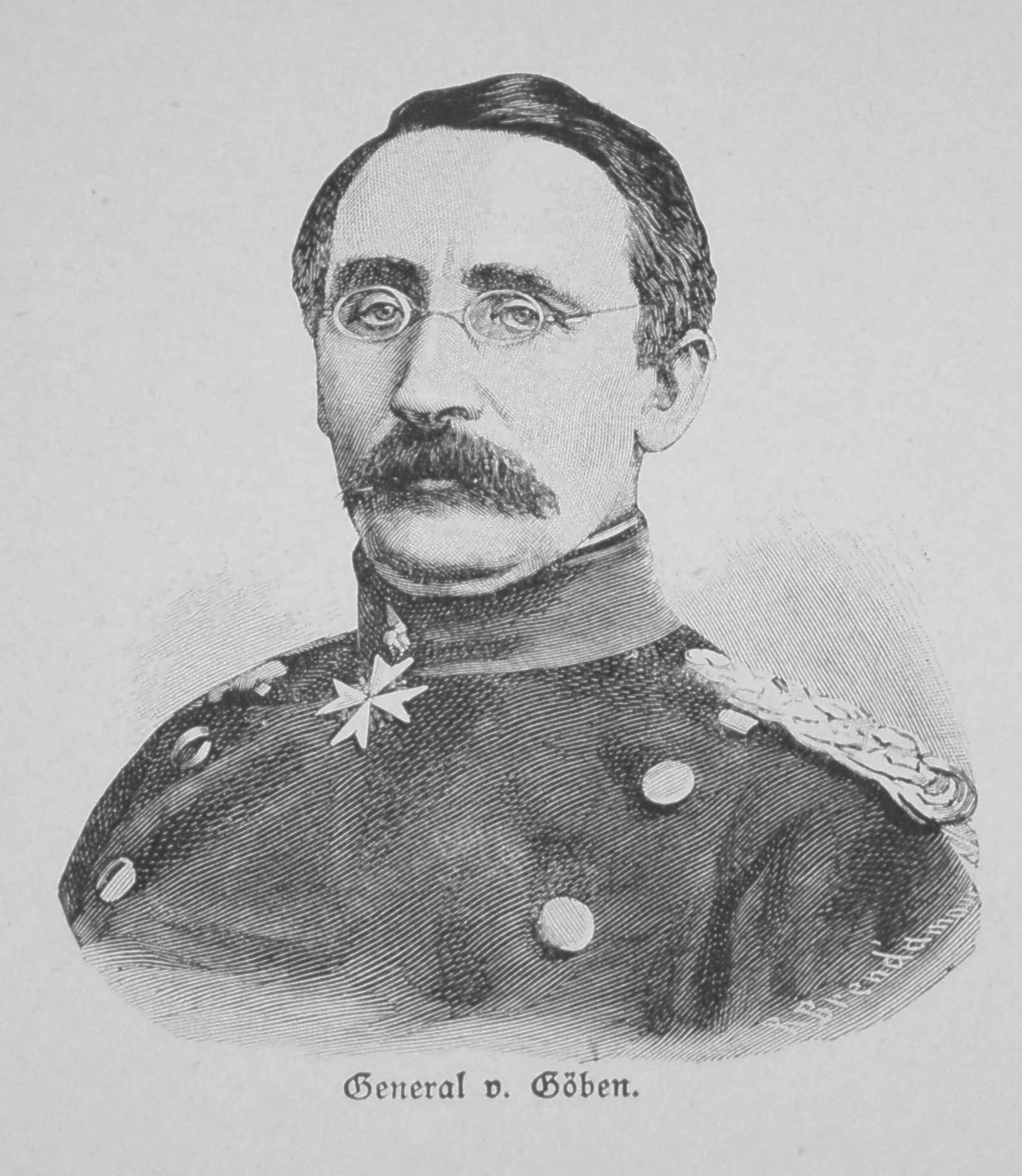
August von Goeben

Nach der Schlacht bei Bapaume am 3. Januar 1871 und dem Fall der Festung Péronne am 9. Januar hatten sich die französischen Verbände bei Arras und Douai gesammelt. Aus dem Norden kommend sollte die sogenannte französische Nordarmee unter dem Kommando von General Faidherbe die deutschen Truppen binden.
Am 9. Januar 1871 hatte General von Manteuffel das Kommando über die deutsche 1. Armee an General von Goeben übergeben. Seine Armee hatte die Aufgabe, die Belagerung von Paris nach Norden hin abzusichern. Teile des preußischen I. Armeekorps unterstützten die 3. Kavallerie-Division unter General von der Groeben bei der Sicherung der Flanke im Raum Amiens-Corbie am Hallue. Das VIII. Armee-Korps sicherte zwischen Amiens und Saint-Quentin an der Somme. Die 15. Division unter General von Kummer stand südlich von Bray. Links von Peronne stand die 3. Reserve-Division unter Prinz Albrecht von Preußen, rechts der Stadt die 3. Reserve-Kavallerie-Brigade und die 16. Division unter General von Barnekow. Südlich St. Quentins befand sich die 12. Kavallerie-Division unter Generalmajor Graf zur Lippe.
Am 16. Januar marschierte die Armee Faidherbes in östlicher Richtung und erreichte die Linie Combles-Sailly. Die Brigade „Isnard“ rückte nach St. Quentin weiter, worauf sich die deutsche 12. Kavallerie-Division auf St. Simon zurückziehen musste. Am 17. Januar erreichten die Franzosen die Linie Vermand-Roisel-Sorel. Bei den Deutschen erreichte die 16. Division Ham, die 15. Division St. Christ an der Somme.
Um Fühlung mit den heranmarschierenden Franzosen zu erlangen, überschritt die 15. Division die Somme bei Brie. Etwa vier französische Divisionen waren über Vermand im Vormarsch auf Saint-Quentin. Das französische XXIII. Korps unter General Paulze d’Ivoy rückte direkt auf die Stadt vor; das XXII. Korps unter General Lecointe hatte die Somme weiter südlich überschritten, um südlich von Saint-Quentin Stellung zu beziehen. Als am 18. Januar die deutsche 29. Infanterie-Brigade zwischen Tertry und Pœuilly auf die Nachhut des französischen XXII. Korps stieß, wurde der Schwerpunkt der deutschen Armee nach Saint-Quentin verlagert. Im Laufe dieser ersten Gefechte gelang es, die französischen Einheiten auf Saint-Quentin abzudrängen. Die deutsche 15. Division nächtigte an der Linie Beauvois-Caulaincourt.

## Schlachtverlauf

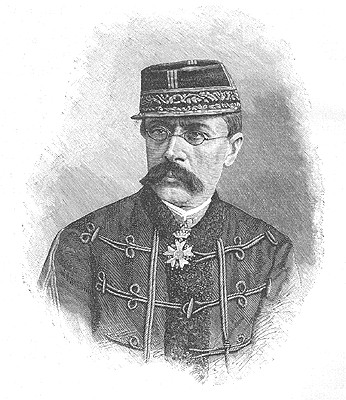
Louis Léon César Faidherbe

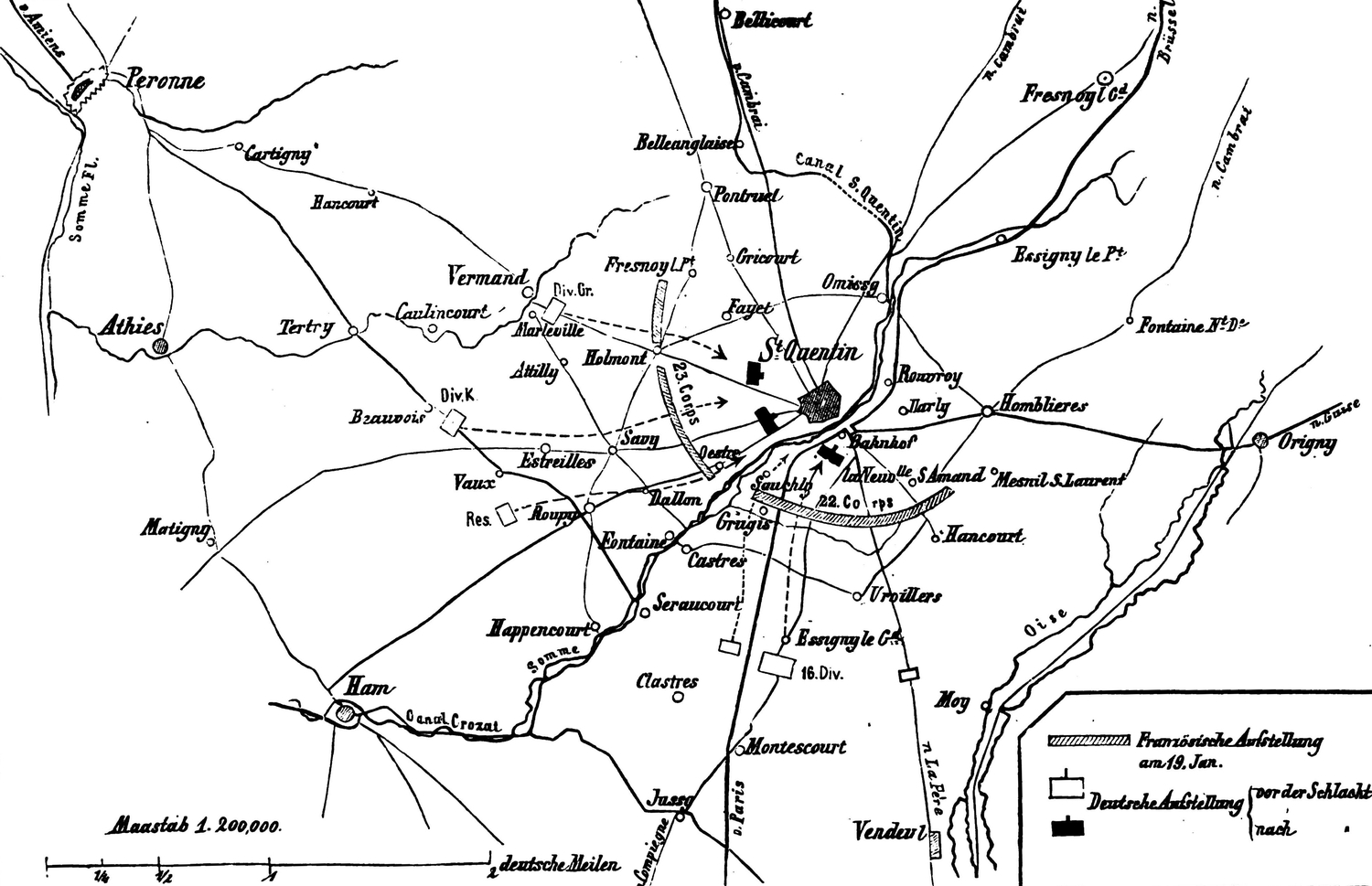
Skizze der Schlacht bei St. Quentin

Am 19. Januar gegen 8 Uhr vormittags begann General von Goeben seinen Angriff, der durch den Crozat-Kanal in zwei Teilen, einen südlichen und einen westlichen, geführt wurde. Am nördlichen Flügel war die französische Division „Robin“ zwischen Fayet und Francilly in Stellung gegangen, links rückte die Brigade „Isnard“ ein. Die Brigade „Lagrange“ der Division „Payen“ verlängerte die Front bis zur Somme. General Faidherbe ließ die Brigade „Pauly“ bei Gricourt zurück und bestimmte die Brigade Michelet zur Sicherung der rückwärtigen Verbindungen.
Am Südufer der Somme vorrückend besetzte General von Barnekow mit der 16. Division Seraucourt. Zusammen mit der 3. Reserve-Division rückten Barnekows Truppen von Jussy über Essigny vor, die 12. Kavallerie-Division begleitete sie auf der von La Fère kommenden Straße. Obwohl zahlenmäßig unterlegen, versuchten die Deutschen sofort, die Franzosen an der Flanke zu umfassen und in der Stadt Saint-Quentin einzuschließen. Während die 32. Infanterie-Brigade unter Oberst Adolf von Hertzberg nördlich von Essigny aufmarschierte und die 3. Reserve-Division dahinter hielt, ging die 31. Infanterie-Brigade unter General Neidhardt von Gneisenau gegen Grugies vor. Das Feuer der deutschen Batterien gegen die Ortschaften Contescourt und Castres wurde mit Gegenfeuer von Le Moulin du tout Vent her erwidert. Der mehrfach auf offenem Feld vorgetragene Angriff der 31. Infanterie-Brigade scheiterte am Kreuzfeuer der Franzosen. Am rechten Flügel war die 12. Kavallerie-Division von der im Laufschritt entgegenstoßenden französischen Brigade „Aynes“ gestoppt worden. Erst nach Zuführung von Verstärkungen gelang hier die Einnahme des Dorfes La Neuville. Während die 31. Infanterie-Brigade vor Grugies auf beiden Seiten der Eisenbahnlinie im Feuer lag, rückte hinter ihrem rechten Flügel auch die 32. Infanterie-Brigade nach. Ein starker französischer Gegenstoß zwang die 16. Division dazu, bis Essigny zurückzugehen.
Schon gegen 8 Uhr war auch das Detachement von von Goeben (Teile der 1. Division unter General von Gayl) von Poeuilly aufgebrochen, links durch eine Kavallerie-Brigade gedeckt. Die Ostpreußen warfen die Franzosen bei Holnon und Selency zurück und rückten über Fayet auf die Höhen von Moulin Coutte hinauf. Nacheinander fuhren 28 Geschütze gegen die französische Division „Robin“ auf. Zur Rechten hatte die deutsche 15. Division den Marsch von Beauvois angetreten und gegen 10 Uhr Étreillers erreicht. Die 29. Infanterie-Brigade unter Generalmajor von Wedell rückte in Savoy ein und traf auf die französische Division „Payen“. Die Brigade „Isnard“ behauptete sich noch standhaft bei Francilly. General Paulze d’Ivoy sah die Verbindung seines Korps nach Cambrai bedroht und zog die Brigade aus der westlicheren Reserveposition nach Fayet vor. Die Preußen gingen zwar auf Moulin Coutte zurück, warfen den Gegner aber durch einen Flankenstoß von Selency wieder auf Fayet zurück.
General von Goeben hatte bereits am südlichen Gefechtsfeld das Vorgehen seiner Armeereserve unter Oberst von Boecking von Ham auf Roupy veranlasst und verstärkte mit dieser den Abschnitt der 16. Division bei Seraucourt. Die Franzosen wurden jetzt aus Castres geworfen und auf die Höhen von Grugies zurückgedrängt. Obwohl General Lecointe zur Verstärkung der Brigade „Gislain“ eine weitere Brigade unter General Pittie heranzog, war der Ort Grugies nun nicht mehr zu halten und wurde von den Truppen unter Oberst von Boecking genommen. Die 32. Infanterie-Brigade trieb derweil die weichenden Franzosen nach Moulin de tout Vent zurück. Südlich von Grugies hatte bis zuletzt die französische Brigade „Foerster“ ihre Stellung gehalten; nach dem Abzug der Brigade „Pittie“ war aber ihre linke Flanke entblößt und darauf musste auch diese zurückweichen.
Am nördlichen Gefechtsabschnitt der Schlacht fuhren zu beiden Seiten des Weges nach Savy 48 Geschütze der 15. Division auf. Die gegenüberstehenden Brigaden „Lagrange“ und „Isnard“ warteten den Stoß nicht mehr ab und zogen sich gegen 16 Uhr nach St. Quentin zurück. Je ausdauernder die Brigaden des rechten Flügels der Franzosen die Vorstadt St. Martin gegen die deutsche 15. Division verteidigten, desto gefährlicher wurde das Loslösen des bis zum späten Nachmittag ausharrenden Korps „Paulze“ vom Gegner.
General Faidherbe erkannte, dass sich das XXIII. Korps nicht mehr lange werde halten können. Er hatte die Wahl, sich in St. Quentin einschließen zu lassen oder den nächtlichen Rückzug anzutreten. General Lecointe hatte ihm bereits den Zusammenbruch der Stellungen am südlichen Ufer der Somme gemeldet. Die gesamte Gefechtslinie der Deutschen ging jetzt auf die Stadt vor, dabei deckte die 12. Kavallerie-Division den rechten Flügel. Saint Quentin war nur mehr von zurückgehenden Nachhuten des französischen XXII. Korps gedeckt und wurde von den Deutschen nach kurzem Kampf besetzt. Dank des Widerstandes des XXIII. Korps am nördlichen Abschnitt konnte das XXII. seinen Rückzug auf Le Cateau antreten.
Die durch General von Goeben beabsichtigte Umfassung gelang den Deutschen nicht, da die Franzosen nach mehreren erfolglosen eigenen Gegenangriffen gegen 19 Uhr abends die Schlacht abbrachen und sich rechtzeitig zurückzogen. Dieser Rückzug erfolgte nach Norden in Richtung auf Cambrai und wurde von der Artillerie gedeckt. Der Rückzug der Franzosen hatte beinahe Fluchtcharakter und wurde trotz der nur schwachen Verfolgung durch preußische Verbände sehr schwer und verlustreich.

## Folgen
Nach der Schlacht und dem Rückzug war die Nordarmee für die deutsche Führung keine ernsthafte Bedrohung mehr. Die Verluste betrugen nahezu ein Drittel der Truppenstärke, darunter besonders viele Gefangene. Außerdem waren auch sechs Geschütze und andere Ausrüstung verloren gegangen. Innerhalb von nur knapp einer Woche hatten die Franzosen vier schwere Niederlagen erlitten. Es gab nach dieser Schlacht keinen Großverband mehr, der noch offensiv tätig werden konnte.
Die Höhe der Verluste wird in verschiedenen Quellen unterschiedlich beziffert. Meyers Konversationslexikon von 1888 gibt die Verluste auf beiden Seiten mit jeweils ca. 3.100 Mann und die Zahl der Kriegsgefangenen mit 10.000 Mann an. Auch zu den Truppenstärken gibt es widersprüchliche Angaben. Für die deutsche Seite wurden 33.000 Mann und für die französische ca. 40.000 angegeben.
Am 26. September 1884 wurde in Koblenz das Goeben-Denkmal enthüllt in Erinnerung an den Sieger der Schlacht bei Saint-Quentin.